# 木村哲昌
木村　哲昌（きむら てつまさ、1972年1月24日 - ）は、神奈川県大和市出身の元サッカー選手、サッカー指導者。現役時代のポジションはディフェンダー（サイドバック）。

## 来歴
駒澤大学を卒業後、1994年に京都パープルサンガ（現：京都サンガF.C.）に入団。その後、1997年にヴァンフォーレ甲府に移籍。甲府がJ2参入を果たした1999年にはリーグ戦36試合に出場した。翌2000年はJ1のジェフユナイテッド市原へ移籍したが、ここでは公式戦出場はなかった。2002年からはニュージーランドのクラブでプレーして、2004年に引退した。
帰国後は、ニュージーランド出身のウィントン・ルーファーが創設したサッカースクールWYNRS JAPANの理事と、神奈川大学サッカー部のコーチに就いた。
2012年、SC相模原の監督に就任し、1年目でJFLへの昇格を果たした。2014年シーズン終了後に相模原の監督を退任した。
2015年、VONDS市原のヘッドコーチ就任。5月に監督に昇格。リーグ戦は2位だったが、全国社会人サッカー選手権大会では1回戦で敗退。シーズン終了後、監督を辞任。
2016年、VONDS市原のゼネラルマネージャーに就任。2018年12月、退任。
2019年、FC岐阜のアカデミーダイレクター兼U-18監督に就任。2020年、チーム統括本部長に就任。2021年12月、退任を発表。

## 所属クラブ
- 1984年 - 1986年  大和市立南林間中学校
- 1987年 - 1989年  向上高等学校
- 1990年 - 1993年  駒澤大学
- 1994年 - 1995年  京都パープルサンガ
- 1996年  ブレイズ熊本
- 1996年  デンソー
- 1997年  ブレイズ熊本
- 1997年 - 1999年  ヴァンフォーレ甲府
- 2000年  ジェフユナイテッド市原
- 2001年 - 2002年  群馬FCホリコシ
- イースト・オークランド
- ユニバーシティ・マウント・ウェリントン
- - 2004年  オネハンガスポーツ

## 個人成績
| 国内大会個人成績 | 国内大会個人成績 | 国内大会個人成績 | 国内大会個人成績 | 国内大会個人成績             | 国内大会個人成績 | 国内大会個人成績 | 国内大会個人成績  | 国内大会個人成績 | 国内大会個人成績 | 国内大会個人成績 | 国内大会個人成績 |
| 年度             | クラブ           | 背番号           | リーグ           | リーグ戦                     | リーグ戦         | リーグ杯         | リーグ杯          | オープン杯       | オープン杯       | 期間通算         | 期間通算         |
| 年度             | クラブ           | 背番号           | リーグ           | 出場                         | 得点             | 出場             | 得点              | 出場             | 得点             | 出場             | 得点             |
| 日本             | 日本             | 日本             | 日本             | リーグ戦                     | リーグ戦         | リーグ杯         | リーグ杯          | 天皇杯           | 天皇杯           | 期間通算         | 期間通算         |
| ---------------- | ---------------- | ---------------- | ---------------- | ---------------------------- | ---------------- | ---------------- | ----------------- | ---------------- | ---------------- | ---------------- | ---------------- |
| 1997             | 甲府             |                  | 旧JFL            |                              |                  |                  |                   |                  |                  |                  |                  |
| 1998             | 甲府             |                  | 旧JFL            |                              |                  |                  |                   |                  |                  |                  |                  |
| 1999             | 甲府             | 2                | J2               | 36                           | 0                | 2                | 0                 |                  |                  |                  |                  |
| 2000             | 市原             | 18               | J1               | 0                            | 0                | 0                | 0                 |                  |                  |                  |                  |
| 通算             | 日本             | 日本             | J1               | 0                            | 0                | 0                | 0\|\|\|\|\|\|\|\| |                  |                  |                  |                  |
| 通算             | 日本             | 日本             | J2               | 36                           | 0                | 2                | 0\|\|\|\|\|\|\|\| |                  |                  |                  |                  |
| 通算             | 日本             | 日本             | 旧JFL            | \|\|\|\|\|\|\|\|\|\|\|\|\|\| |                  |                  |                   |                  |                  |                  |                  |
| 総通算           | 総通算           | 総通算           | 総通算           | \|\|\|\|\|\|\|\|\|\|\|\|\|\| |                  |                  |                   |                  |                  |                  |                  |

## 指導歴
- 2004年 - WYNRS JAPAN
- 2004年 - 2011年 神奈川大学
  - 2004年 - 2009年 コーチ
  - 2010年 - 2011年 監督
- 2012年 - 2014年 SC相模原 監督
- 2015年 - 2018年 VONDS市原
  - 2015年 - 2015年4月 ヘッドコーチ
  - 2015年5月 - 2015年12月 監督
  - 2016年 - 2018年 ヘッドコーチ兼ゼネラルマネージャー
- 2019年 - 2021年 FC岐阜
  - 2019年 アカデミーダイレクター兼U-18監督
  - 2020年 - 2021年9月 チーム統括本部長
    - 2020年9月 - 同年12月 アドバイザーコーチ

  - 2021年9月 - 同年12月  チーム統括本部 担当部長
- 2022年 - SC相模原 
  - 2022年 アカデミーダイレクター兼U-18監督
  - 2023年 - アカデミーダイレクター